# Bagnolet
Bagnolet [ba.ɲɔ.lɛ] je město ve východní části metropolitní oblasti Paříže ve Francii v departementu Seine-Saint-Denis a regionu Île-de-France. Od centra Paříže je vzdálené 5,2 km, díky lince metra č. 3 je s metropolí dopravně spojena.

## Geografie
Sousední obce: Paříž, Les Lilas, Romainville a Montreuil.

## Vývoj počtu obyvatel
Počet obyvatel

## Partnerská města
- Akbou, Alžírsko
- Šatíla, Libanon
- Massala, Mali
- Oranienburg, Německo
- Robert, Martinik
- Sesto Fiorentino, Itálie